# 曽宮夕見
曾宮夕見（そみや ゆみ、1943年 - ）は日本の画家。父は洋画家の曾宮一念。

## 略歴
1943年東京都神田に生まれた。1945年、父曾宮一念と静岡県富士宮市に疎開、1965年、武蔵野美術大学造形学部油絵科卒業、1976年、東京、大阪、浜松、名古屋で個展を開催、その後、銀座兜屋画廊、静岡松坂屋、名古屋兜屋画廊にて個展。